# Тутолмин, Тимофей Иванович
Тимофе́й Ива́нович Тутолми́н (3 января 1740 — 1 ноября 1809) — генерал от инфантерии, глава ряда регионов Российской империи (в том числе московский военный губернатор в 1806—1809 годах).

## Биография
Сын корнета Конной гвардии Ивана Ивановича Тутолмина (1707—1746). После смерти отца заботу о воспитании взял на себя его дядя Василий Иванович Тутолмин:12 Согласно воспоминаниям троюродного брата (А. Болотова), в детстве был «резв и вертоголовой».
Окончил Сухопутный шляхетный кадетский корпус (1-й сухопутный Его Императорского Величества кадетский корпус) в 1757 году и выпущен «в армию поручиком». В 1757—1763 годах участвовал в Семилетней войны с Пруссией (1756—1763).
В 1768—1774 годах участвовал в русско-турецкой войне, где отличился при взятии Бендер (1769). Воронежский гусарский полк, которым командовал Тутолмин, по словам одного из современников, «был доведён до желаемого совершенства и годности в дело на поле битвы и дрался храбро». С 17 сентября 1768 по 29 декабря 1773 года — подполковник (с 8 июля 1770 года — полковник), командир 1-го гусарского Сумского полка.
В 1770 году в Крыму, при Кефе, воспользовался тем местом, где неприятель не сделал ретраншамента, атаковал его в левый фланг, а как неприятель от пушек поколебался, то занял лагерь и батареи, на коих найдено 13 пушек и 5 мортир.
С января 1774 года — командир эскадрона Чугуевского казачьего полка в составе корпуса генерала Голицына. Отличился 1 апреля под Сакмарским городком, где, «командуя вместе с ротмистром Ф. Гончаровым эскадронами Чугуевского полка, находившимися в авангарде корпуса, нанёс первый удар по войску Е. Пугачева, ворвался на его плечах в Сакмарский городок, а затем на протяжении нескольких десятков вёрст преследовал повстанцев, бежавших на северо-восток, к селу Ташла». Вскоре получил чин бригадира (26 ноября 1775 года). 
В середине 1770-х годов оставил армейскую службу. Фельдмаршал Пётр Румянцев, ценивший Тутолмина, рекомендовал его в Москве императрице для дальнейшей гражданской службы, на которой он и проявлял себя далее.
В 1775 году после издания «Учреждений для управления губерний» Тутолмин был привлечён к административной деятельности, получив назначение помощником к правителю Тверского наместничества. С 1777 года — правитель Тверского наместничества. В 1779 году пожалован чином генерал-майора. Вскоре после того ему было поручено управление Новороссийским краем и Крымом. С 1783 года — екатеринославский губернатор.
С 1784 года — генерал-поручик (22 мая 1784 года), архангельский и олонецкий генерал-губернатор. В 1788 году, когда началась Шведская война (1788—1790), он организовал из казённых крестьян архангельской и олонецких губерний ополчение и усилил гребной флот. С 1793 года — сенатор.
В 1793—1796 годах управлял Минской, Изяславской, Волынской (5 июля 1796 — 12 декабря 1796) и Браславской губерниями. Владел многочисленными землями на Украине. В частности, в 1795 году получил от Екатерины II земли Торчинского ключа в Волынской губернии. Безуспешно пытался закрепостить жителей местечка Торчин (1798—1800). Однако уполномоченному торчинской общиной мещан, вероятно, войту местечка Онуфрию Горошку удалось защитить городской статус Торчина в Волынской казённой палате российского Сената.
С 1796 года — генерал-аншеф, подольский генерал-губернатор. В 1798 году произведён в генералы от инфантерии. Отстаивал единство русского племени в публичной полемике с официальным австрийским историком Иоганном Энгелем.
В начале царствования императора Павла I по ложному доносу был отдан под суд, провёл полтора года в Петропавловской крепости. Расследованием была установлена его невиновность, Тутолмину были возвращены чины, ордена и конфискованные поместья, однако от продолжения государственной службы он отказался.
В 1806 году императором Александром I был назначен на должность московского генерал-губернатора. По просьбе министра коммерции Николая Румянцева осенью 1806 года главноначальствующий принял меры по пресечению заповедной торговли в Москве. На заставах были выставлены караулы, препятствовавшие проникновению в город запрещённых товаров. Тутолмин отменил введённые Александром Беклешовым правила продажи соли в лавках при съезжих дворах под наблюдением частных приставов; в 1807 году был восстановлен прежний порядок — розничная торговля солью передавалась в ведение Казённой палаты. В период войны с Наполеоном Тутолмин занимался формированием земского ополчения. Наглядное свидетельство тому — рескрипт царя на имя главнокомандующего Москвы, генерала от инфантерии Тимофея Ивановича Тутолмина:
Тимофей Иванович! Упорная и кровопролитная война между Россиею и Франциею, в которой каждый шаг, каждое действие ознаменованы неустрашимою храбростью и мужеством войск российских, заключенным 27 дня сего месяца (июня 1807 г.) миром, Богу благодарение, прекращена: восстановлено блаженное спокойствие, неприкосновенность и безопасность границ российских охранена новым приращением, и Россия тем обязана единственно геройским подвигам, неутомимым трудам и рвению, с которым храбрые её сыны на все бедствия и самую смерть бесстрашно стремились. Я спешу о сем благополучном происшествии вас уведомить, для извещения во всем начальства вашего.
В 1808 году по инициативе Тутолмина был составлен полный нивелирный план столицы с тем, чтобы её «натуральное местоположение самовернейшим образом» показать. Отдавая дань благотворительности, Тутолмин поддержал инициативу Приказа общественного призрения об устройстве Сиротского дома для содержания «дворянских, офицерских, приходно-служительских, купеческих и мещанских, оставшихся после родителей малолетних обоего пола детей без всякого состояния и призрения». 1 августа 1808 года это заведение было открыто.
В августе 1809 года уволен от службы по прошению. Переехал на жительство в Санкт-Петербург, где участвовал в работах по образованию нового Государственного совета, будучи назначен его членом:650.
1 октября 1809 года скончался в Санкт-Петербурге. Был отпет в Исаакиевском соборе. Погребён в Троицком соборе Успенского монастыря Старицы недалеко от своего имения сельца Нового:89—90.

## Награды
- Орден Святого великомученика Георгия 4 класса № 265 (218) (26 ноября 1775 г.)
- Орден Святой Анны (1779)
- Орден Святого Владимира 2-й ст. (1784)
- Орден Святого Александра Невского (1 апреля 1789)[8]:160
- Орден Святого Владимира 1-й ст. (8 сентября 1790)[9]:29-30
- Орден Святого Андрея Первозванного (15 сентября 1807)

## Память
- 22 мая 2023 г. на Тутолминской аллее в Петрозаводске открыт бюст Тимофею Ивановичу Тутолмину[10].